# 聂家满族乡
聂家满族乡是中华人民共和国辽宁省铁岭市清河区下辖的一个民族乡。

## 行政区划
聂家满族乡下辖以下村级行政区划单位：
聂家沟村、罗家堡村、腰堡村、曾家屯村、喜鹊沟村、红花甸村、广东山村、金家沟村、东老谷峪村和西老谷峪村。